# Старолозуватка
Старолозува́тка — село в Україні, в Синельниківському району Дніпропетровської області. Входить до складу Іларіонівської селищної громади. Населення за переписом 2001 року становить 289 осіб. Орган місцевого самоврядування — Іларіонівська селищна рада.
19 липня 2020 року, в результаті адміністративно-територіальної реформи та ліквідації   Синельниківського (1923—2020) району, село увійшло до складу новоутвореного Синельниківського району.

## Географія
Село Старолозуватка знаходиться на відстані 1 км від села Лозуватка. Поруч проходить автомобільна дорога М18 (E105).

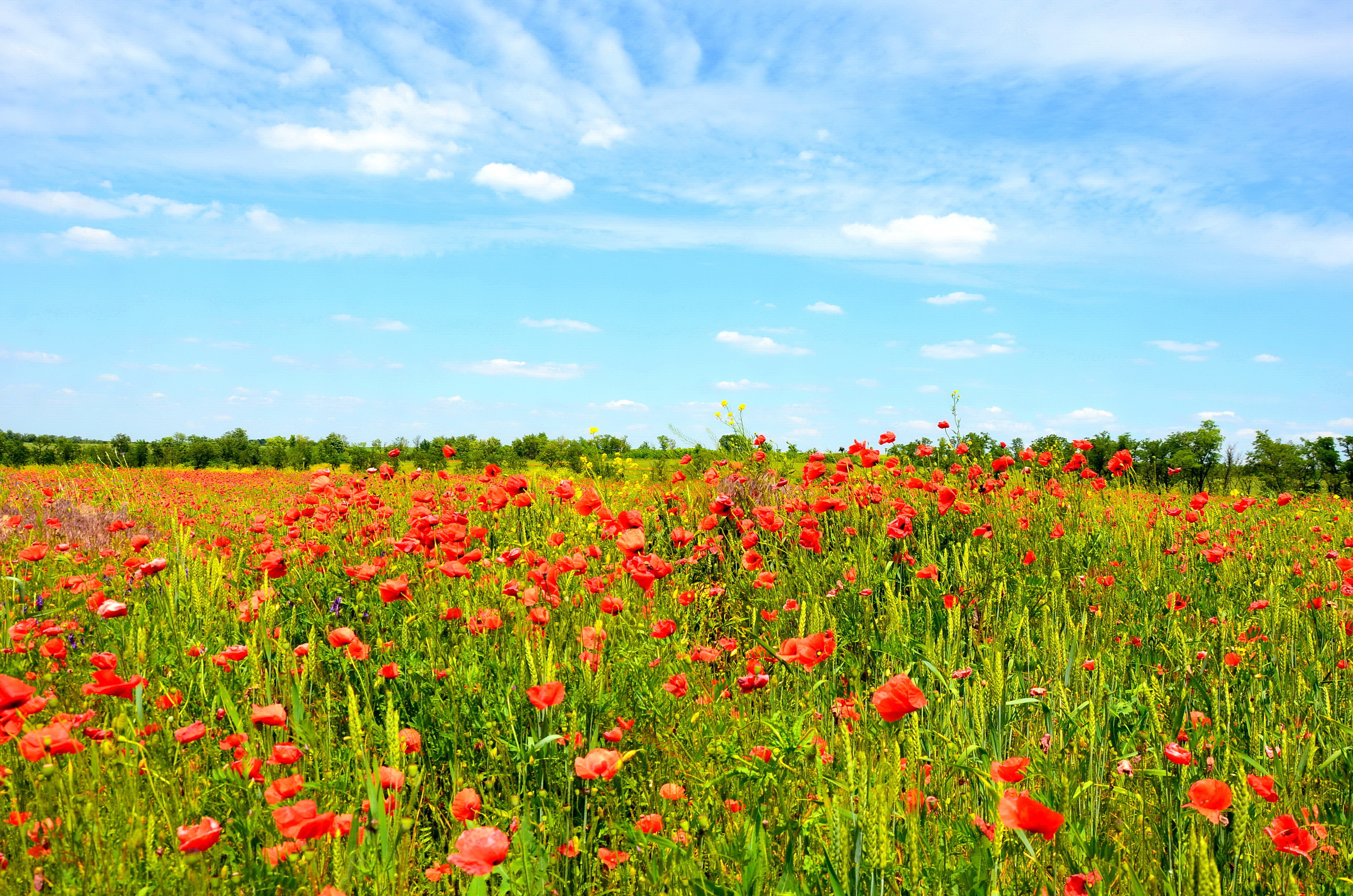
На околиці селища Старолозува́тка (червень 2023 р.)

Село положено над річкою Лозувата і її лівою притокою Цвіріньковою. Лозувата є лівою притокою Татарки, що у свою чергу є правою притокою Самари.  

## Населення

### Мова
Розподіл населення за рідною мовою за даними перепису 2001 року:
| Мова            | Кількість | Відсоток |
| --------------- | --------- | -------- |
| українська      | 269       | 93.08%   |
| російська       | 9         | 3.10%    |
| вірменська      | 8         | 2.77%    |
| білоруська      | 1         | 0.35%    |
| румунська       | 1         | 0.35%    |
| інші/не вказали | 1         | 0.35%    |
| Усього          | 289       | 100%     |

## Історія
Раніше називалася просто Лозуватка. 1886 року тут мешкало 527 особи з 76 дворовими господарствами. Село (офіційно деревня) входила до другої Лисаветівської волості Новомосковського повіту, центром якої була колишня Лисаветівка (Татарка), сучасна Кислянка.
З побудовою залізниці і населення Лозуватки почало відтікати до станції Іларіонове.
1989 року за переписом у Старолозуватці проживало приблизно 280 осіб і 100 осіб у Лозуватці — виселках старої Лозуватки.
17 січня 2019 року Храм Покрови Пресвятої Богородиці УПЦ МП (вул. Центральна), перейшов до об'єднаної Помісної Української Православної Церкви.